# 크리스토퍼 조지

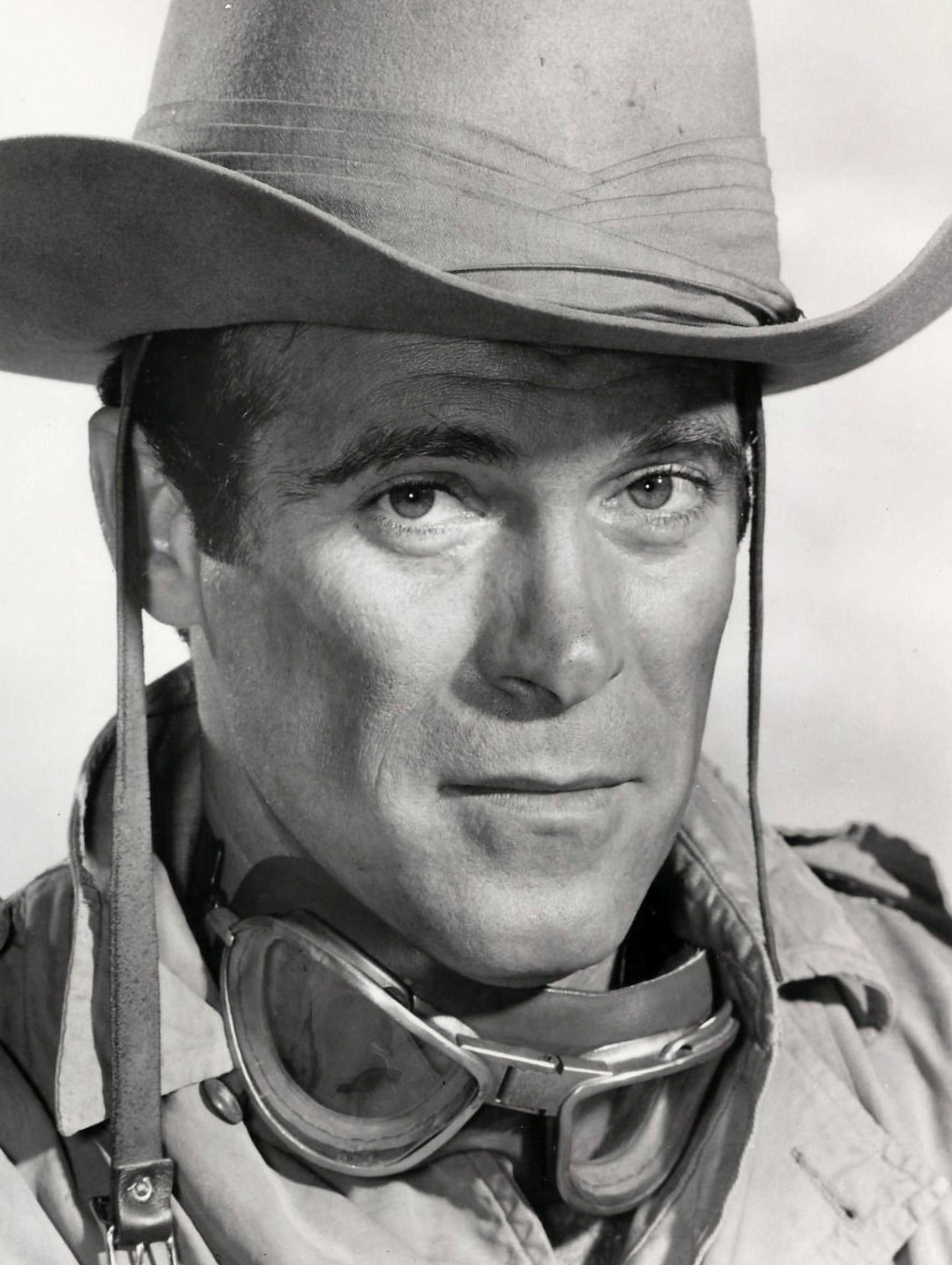

크리스토퍼 조지(Christopher George, 1929년 2월 25일 ~ 1983년 11월 28일)는 미국의 배우, 모델이다.
로열오크에서 태어났으며 로스앤젤레스에서 사망하였다. 사인은 심근 경색이다.

## 출연 작품
- 모츄어리 (1983년)
- 피세스 (1982년)
- 엥커 (1982년)
- 닌자 (1981년) - 찰스 베나리우스 역
- 졸업날 (1981년)
- 시티 오브 더 리빙 데드 (1980년)
- 익스터미네이터 (1980년)
- 라스트 나잇 크리스마스 (1978년)
- 악몽의 602편 (1976년)
- 그리즐리 (1976년)
- 미드웨이 (1976년)
- 특수기동대 (1975년)
- 더 트레인 로버스 (1973년)
- 치삼 (1970년)
- 8인의 마피아 (1969년)
- 프로젝트 X (1968년)
- 엘도라도 (1967년)

### 텔레비전
- 꿈꾸는 낙원 (1978년)
- 사랑의 유람선 (1977년)
- 사하라 특공대 (1966년)